# ニュウドウイカ
ニュウドウイカ（入道烏賊、Onykia robusta）はツツイカ目ツメイカ科に属するイカの一種。古い学名 Moroteuthis robusta の名で呼ばれることもある。

## 分布
北太平洋広域に分布し、日本の東北以北から、カナダ北部太平洋の冷水域に分布。
沖合の表層から中層域を住処にしている。

## 特徴

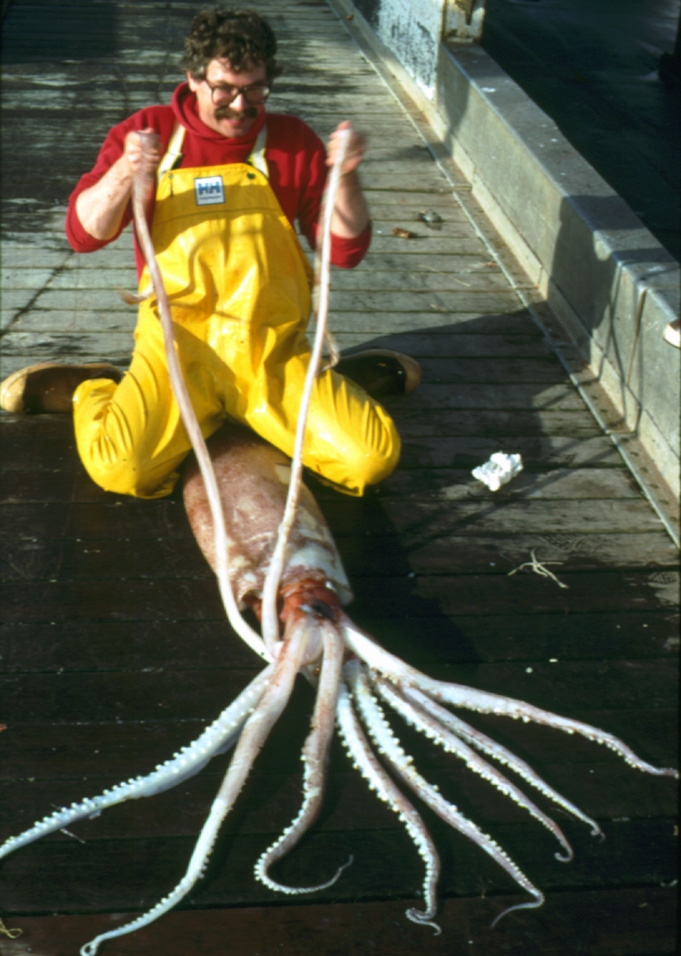
触腕は細い。

外套長は2mに達し、コビトツメイカダマシ属の中では最大種、イカ全体で見てもダイオウホウズキイカ・ダイオウイカに次いで3番目に大きな種である。触腕を伸ばすと6m近くにもなり、日本近海に生息するイカではダイオウイカに匹敵する巨大種となる。
体型はスルメイカに似ているが、巨大であることと、触腕が真っ直ぐ鞭状に伸び、吸盤部分に科名が示すように3cmほどのかぎ爪がある。鉤爪は36個で2列に並んでいる。
腕には50-60個の吸盤があり、長さは外套長の90–100 % 。
体色は赤褐色で、死ぬと体表が剥げて白色になる。

## 生態
深度数百メートルの深海に住んでいるので、詳しい生態は不明。長い触手で他の深海性のイカや、深海魚を捕食しているとされる。
時折傷ついたり、産卵後の弱った個体などが、浅海に希に目撃されたり、死体が浜に打ち上げられる事もある。巨大なイカなので、ダイオウイカと共にマッコウクジラの重要な餌となっている。

## 利用
深海イカ特有の塩化アンモニウムを大量に含み、それを浮力にしているために肉質は非常にしょっぱく、他の巨大イカ同様に食用には向かない。

## ダイオウイカとの混同
南日本の浅海域で1993年以前に、大型の本種個体の写真が H. Kubota によって撮影された。この写真は死にかけの個体をダイバーとともに、広角レンズで誇張して撮影したものだった。1993年にGuido T. Poppeと後藤芳央によって出版された European Seashells の中で、この写真はダイオウイカ (Architeuthis dux)として紹介された。
2004年9月30日に最初の生きたダイオウイカが撮影されるまで、十年以上にわたってこの写真は生きたダイオウイカを捉えた最初の写真だと考えられていた。